# 斯洛伐克—土耳其关系
斯洛伐克－土耳其关系是斯洛伐克和土耳其之间的外交关系。1993年，土耳其正式承认斯洛伐克和捷克共和国是独立的主权国家。1993年1月4日，土耳其在布拉迪斯拉发设立大使馆，并于斯洛伐克正式建立外交关系。

## 历史
1948年之前，捷克斯洛伐克和土耳其之间的关系一直保持良好，但其后迅速恶化，因为其时捷克斯洛伐克欲将国内的土耳其企业的财产国有化，两国在国有化的补偿方面存在分歧。
由于土耳其拒绝参与贸易协定，直到国有化企业的索赔问题得到解决之前，两国之间的贸易往来十分有限。
此外，由于以色列是土耳其在中东地区最亲密的盟友，而捷克斯洛伐克所在的阵营却与以色列敌对，两国的关系变得愈发紧张。
天鹅绒分离后，土耳其立即承认新生成的捷克和斯洛伐克两个国家，并与其建立外交关系。
自2004年斯洛伐克加入北约以来，斯洛伐克和土耳其在军事和执法领域建立了牢固的外交关系，并进行了频繁的交流合作。

## 经济交流
2018年，土耳其与斯洛伐克双边贸易额为12.9亿美元（土耳其出口：5.32亿美元；进口：7.67亿美元）。
2018年，超过15.7万斯洛伐克游客访问土耳其，比上年增长62%。

## 引用
1. 1 2 3  . Ministry of Foreign Affairs of Turkey.   [2021-11-10]. （原始内容存档于2020-07-28）.
2. 1 2  Bradley, J.F.N. Czechoslovakia: A Short History. Edinburgh: University Press, 1971.
3. 1 2  Kosta, Jin. Neue Reformansätze im Wirtschaftssystem der CSSR. (Berichte des Bundesinstituts fur ostwissenschaftliche und internationale Studien, 21-1985.) Cologne: Bundesinstitut fur ostwissenschaftliche und internationale Studien, 1985.
4. 1 2  Lettrich, Jozef. History of Modern Slovakia. Toronto: Slovak Research and Studies Center, 1985.
5. ↑  Glos, George E. "The Legal System of Czechoslovakia." Pages 83-116 in Kenneth Robert Redden (ed.), Modern Legal Systems Cyclopedia. Buffalo: William S. Hein, 1985.
6. ↑  Kusin, Vladimir V. " Gorbachev and Eastern Europe," Problems of Communism, 35, January–February 1986, pp. 39-53.
7. 1 2  . Ministry of Foreign Affairs of Turkey.   [2021-11-10]. （原始内容存档于2020-07-28）.
8. ↑  . Ministry of Foreign Affairs of Turkey.   [2021-11-10]. （原始内容存档于2021-11-10）.